# Santa Ana (Hidalgo)
Santa Ana es una localidad mexicana, localizada en el municipio de San Felipe Orizatlán en el estado de Hidalgo.

## Geografía
Se encuentra en la región geográfica de la Huasteca hidalguense; a la localidad le corresponden las coordenadas geográficas 21° 12’ 04.00” de latitud norte y 98° 35’ 51.00” de longitud oeste, con una altitud de 148 m s. n. m. Cuenta con un clima semicálido húmedo con abundantes lluvias en verano.
En cuanto a fisiografía se encuentra en la provincia del Sierra Madre Oriental, dentro de la subprovincia del Carso Huasteco; su terreno es de sierra. En lo que respecta a la hidrología se encuentra posicionado en la región del Pánuco, dentro de la cuenca el río Moctezuma, y en la subcuenca del río San Pedro.

## Demografía
En 2020 registró una población de 599 personas, lo que corresponde al 1.56 % de la población municipal. De los cuales 306 son hombres y 293 son mujeres.
| Gráfica de evolución demográfica de Santa Ana entre 1910 y 2020 |
|                                                                 |
| Población registrada por los censos y conteos del INEGI.        |